# Maurine Dorneles Gonçalves
Maurine Dorneles Gonçalves (* 14. Januar 1986 in Porto Alegre), besser bekannt als Maurine, ist eine ehemalige brasilianische Fußballspielerin.

## Vereinskarriere
Maurine begann ihre Karriere bei Grêmio FBPA in Porto Alegre, wo sie bis 2006 blieb. Danach erfolgte der Wechsel zu CEPE-Caxias. Dort blieb sie ein Jahr. 2008 schloss sie sich für zwei Jahre dem FC Santos an. Dort gewann sie 2008 und 2009 die Copa do Brasil de Futebol Feminino 2009 und 2010 die Copa Libertadores Femenina. Nach einem kurzen Intermezzo bei Western New York Flash schloss sie sich 2011 erneut dem FC Santos an. 2012 erfolgte für ein Jahr der Wechsel zu AD Centro Olímpico. Seit 2014 steht sie bei Ferroviária unter Vertrag. Dort gewann sie in ihrer Saison die brasilianische Meisterschaft.
Im Juli 2016 unterzeichnete Maurine einen bis zum Jahresende 2017 laufenden Vertrag beim Santos FC. Nach einem zweijährigen Auslandsengagement in Portugal beim FC Famalicão gab Maurine im Juni 2021 das Ende ihrer aktiven Karriere bekannt.

## Nationalmannschaft
Maurine bestritt insgesamt drei U-20 Weltmeisterschaften der Frauen. 2002 in Kanada, wo das Team Platz vier erreichte, 2004 in Thailand, wo man ebenfalls Vierter wurde und 2006 in Russland. Dieses Turnier beendete die Mannschaft auf dem dritten Platz.
2007 debütierte sie in einem Freundschaftsspiel gegen die USA für die A-Nationalmannschaft. 2008 stand sie im Kader der brasilianischen Frauen-Nationalmannschaft für die Olympischen Sommerspiele in Peking. Dort holte sie die Silbermedaille.
Maurine gehörte zum brasilianischen Kader zur Frauen-Fußball WM 2011 in Deutschland. Brasilien schied im Viertelfinale gegen die USA aus. Auch für die Olympischen Sommerspiele 2012 in London stand sie im Kader der Brasilianerinnen. Dort war ebenfalls im Viertelfinale Schluss, diesmal gegen Japan. Nach zweijähriger Nichtberücksichtigung für die Nationalmannschaft, wurde sie erneut im Mai 2014 nominiert. Maurine gewann 2014 die Fußball-Südamerikameisterschaft der Frauen. Sie nahm an der Weltmeisterschaft 2015 in Kanada teil. War sie 2001 noch Stammspielerin, kam sie bei dieser WM nur zu einem Einsatz. Bei den Panamerikanischen Spielen 2015 holte sie die Goldmedaille.
| Tor | Spiel | Datum      | Ort               | Gegner      | Stand | Endstand | Anlass                       |
| --- | ----- | ---------- | ----------------- | ----------- | ----- | -------- | ---------------------------- |
| 1   | 2     | 15.06.2008 | Suwon             | Italien     | 2:0   | 2:1      | Peace Queen Cup              |
| 2   | 9     | 22.04.2009 | Frankfurt am Main | Deutschland | 1:1   | 1:1      | Freundschaftsspiel           |
| 3   | 16    | 05.11.2010 | Loja              | Venezuela   | 3:0   | 4:0      | Südamerikameisterschaft 2010 |
| 4   | 30    | 25.10.2011 | Guadalajara       | Mexiko      | 1:0   | 1:0      | Pan Am 2011                  |
| 5   | 47    | 18.09.2014 | Cuenca            | Chile       | 1:0   | 2:0      | Südamerikameisterschaft 2014 |
| 6   | 49    | 24.09.2014 | Quito             | Ecuador     | 3:0   | 4:0      | Südamerikameisterschaft 2014 |
| 7   | 60    | 15.07.2015 | Hamilton          | Ecuador     | 7:1   | 7:1      | Pan Am 2015                  |
| 8   | 63    | 25.07.2015 | Hamilton          | Kolumbien   | 2:0   | 4:0      | Pan Am 2015                  |

## Erfolge

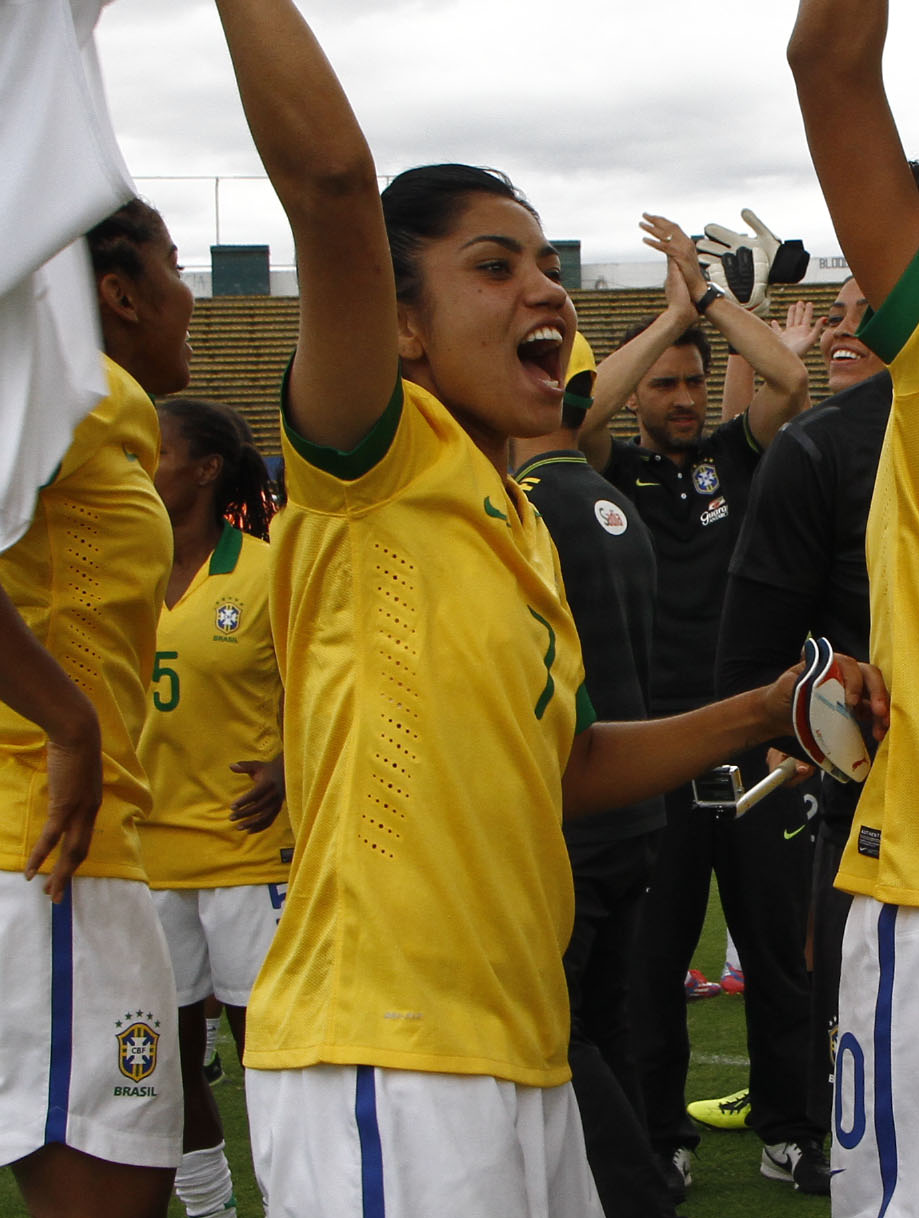
Maurine Dornelles Gonçalves 2014

### Verein
Grêmio FBPA
- Staatsmeisterin von Rio Grande do Sul: 2001

FC Santos
- Copa Libertadores Femenina: 2009, 2010
- Brasilianische Meisterin: 2017
- Brasilianische Pokalsiegerin: 2008, 2009
- Staatsmeisterin von São Paulo: 2018

Associação Ferroviária de Esportes
- Brasilianische Meisterin: 2014

CR Flamengo
- Brasilianische Meisterin: 2016

### Nationalmannschaft
- U-20 Weltmeisterschaft Platz 4: 2002, 2004
- U-20 Weltmeisterschaft Platz 3: 2006
- Olympische Sommerspiele: 2008 Silber, 2012 Viertelfinale
- Teilnehmerin der Fußball-Weltmeisterschaft der Frauen 2011 und 2015
- Panamerikanische Spiele: 2015 Gold
- Südamerikameisterschaft: 2014

### Auszeichnungen
- Prêmio Craque do Brasileirão: Mannschaft des Jahres 2018